# 1952년 동계 올림픽
1952년 동계 올림픽(영어: 1952 Winter Olympics, VI Olympic Winter Games, 노르웨이어: Vinter-OL 1952, 뉘노르스크: Vinter-OL 1952)은 노르웨이의 오슬로에서 1952년 2월 14일부터 2월 25일까지 개최된 제6회 동계 올림픽이다. 사상 최초로 수도에서 개최된 동계 올림픽 대회이다.

## 개최지 선정
1947년 6월 21일, 스웨덴 스톡홀름에서 열린 IOC 총회에서 노르웨이 오슬로로 결정되었다. 
| 후보 도시      | NOC      | 투표 |
| 오슬로         | 노르웨이 | 16   |
| 코르티나담페초 | 이탈리아 | 11   |
| 레이크플래시드 | 미국     | 7    |

## 참가국
총 30개국이 참가하였다. 뉴질랜드, 포르투갈 2개국이 처음으로 동계 올림픽에 참가했다. 독일은 서독이 독일 팀을 대표하여 1936년 동계 올림픽 이후 16년 만에 처음으로 참가했으며 오스트레일리아, 일본 또한 이 대회에 참가했다. 1948년 동계 올림픽에 참가했던 대한민국은 1950년에 발발한 한국 전쟁의 여파로 인해서 불참했으며 리히텐슈타인, 튀르키예도 이 대회에 불참했다.
| \| - 아르헨티나 (12) - 오스트레일리아 (9) - 오스트리아 (39) - 벨기에 (9) - 불가리아 (10) - 캐나다 (39) - 칠레 (3) - 덴마크 (1) - 스페인 (4) - 핀란드 (50) \| - 프랑스 (26) - 영국 (18) - 독일 (53) - 그리스 (3) - 헝가리 (12) - 아이슬란드 (11) - 이탈리아 (33) - 일본 (13) - 레바논 (1) - 네덜란드 (11) \| - 노르웨이 (73) (개최국) - 뉴질랜드 (3) - 폴란드 (30) - 포르투갈 (1) - 루마니아 (16) - 스위스 (55) - 스웨덴 (65) - 체코슬로바키아 (22) - 미국 (65) - 유고슬라비아 (6) \| | | |
| - 아르헨티나 (12) - 오스트레일리아 (9) - 오스트리아 (39) - 벨기에 (9) - 불가리아 (10) - 캐나다 (39) - 칠레 (3) - 덴마크 (1) - 스페인 (4) - 핀란드 (50) | - 프랑스 (26) - 영국 (18) - 독일 (53) - 그리스 (3) - 헝가리 (12) - 아이슬란드 (11) - 이탈리아 (33) - 일본 (13) - 레바논 (1) - 네덜란드 (11) | - 노르웨이 (73) (개최국) - 뉴질랜드 (3) - 폴란드 (30) - 포르투갈 (1) - 루마니아 (16) - 스위스 (55) - 스웨덴 (65) - 체코슬로바키아 (22) - 미국 (65) - 유고슬라비아 (6) |

## 경기 일정
1952년 동계 올림픽의 공식 개막일은 2월 15일에 열렸지만 2월 14일에 일부 종목이 개최되었다. 2월 15일부터 폐막일인 2월 25일까지는 최소 1개 종목의 결승전이 개최되었다.
대회 개막을 앞두고 있던 1952년 2월 6일에 조지 6세 영국 국왕이 사망하고 그의 딸인 엘리자베스 2세가 새로운 영국 여왕으로 즉위했다. 개회 당시에 노르웨이 국왕이었던 호콘 7세는 자신의 조카였던 조지 6세 영국 국왕의 장례식에 참석하기 위해 영국 런던으로 출국한 상태였기 때문에 개막식에 참석하지 못했다. 이에 따라 호콘 7세의 손녀였던 랑힐 왕녀가 자신의 할아버지를 대신하여 공식 개회 선언을 했다. 또한 모든 참가국들의 국기는 조기로 게양되었고 영국, 캐나다, 오스트레일리아, 뉴질랜드 선수단은 조지 6세 국왕을 추모하기 위한 차원에서 검은 완장을 두르고 참가했다.

## 개최 종목
| - 노르딕복합 - 봅슬레이 - 스키점프 - 스피드스케이팅 | - 아이스하키 - 알파인스키 - 크로스컨트리 - 피겨스케이팅 |

### 시범 종목
- 밴디

## 메달 집계
| 순위 | 국가       | 금메달 | 은메달 | 동메달 | 합계 |
| ---- | ---------- | ------ | ------ | ------ | ---- |
| 1    | 노르웨이   | 7      | 3      | 6      | 16   |
| 2    | 미국       | 4      | 6      | 1      | 11   |
| 3    | 핀란드     | 3      | 4      | 2      | 9    |
| 4    | 독일       | 3      | 2      | 2      | 7    |
| 5    | 오스트리아 | 2      | 4      | 2      | 8    |
| 6    | 캐나다     | 1      | 0      | 1      | 2    |
| 6    | 이탈리아   | 1      | 0      | 1      | 2    |
| 8    | 영국       | 1      | 0      | 0      | 1    |
| 9    | 네덜란드   | 0      | 3      | 0      | 3    |
| 10   | 스웨덴     | 0      | 0      | 4      | 4    |

## 같이 보기
- 1952년 하계 올림픽